# Mark Whitfield
Mark Whitfield (Lindenhurst, 1966. október 6. –), amerikai dzsesszgitáros.

## Pályafutása
Mark Whitfield 1987-ben végzett a bostoni Berklee College of Musicon, ahol gitározni, amellett zeneszerzést és hangszerelést is tanult. Szakmai pályafutását Dizzy Gillespie, Jimmy Smith, Herbie Hancock, McCoy Tyner zenekaraiban kezdte. Dolgozott Art Blakey-vel, Jack McDuff-fel, Betty Carterrel, Carmen McRae-vel, Dianne Reevesszel, Terence Blancharddal, Stanley Turrentine-nal, Clark Terryvel is. Olyan előadókkal és zenekarokkal is dolgozott, mint Mary J. Blige, Take 6, The Roots, Chaka Khan, Al Jarreau, George Benson, B.B. King, Ashford és Quincy Jones.
Televíziós és filmes projektekben is részt vett, mint például Wynton Marsalis Tune In Tomorrow című filmzenéje megszületésében; cameo szerepe volt Robert Altman Kansas City című filmjében. Terence Blancharddal dolgozott a The Soul of the Game című film zenéjén. The Blues From Way Back című szerzeményét  a One Night Stand című film filmzenéjében, amiben Nastassja Kinski volt a főszereplő.

## Lemezeiből
- The Marksman (1990)
- Patrice (1991)
- Mark Whitfield (1993)
- True Blue (1994)
- 7th Ave. Stroll (1995)
- Forever Love (1997)
- Soul Conversation (2000)
- Raw [live] (2000)
- Trio Paradise (2004)
- Mark Whitfield Featuring Panther (2005)
- Mark Whitfield & The Groove Masters (2006)
- Songs of Wonder (2009)
- Grace (2016)
- Live & Uncut (2017)

## Filmek
- Mark Whitfield az IMDb-n

## Fordítás
- Ez a szócikk részben vagy egészben  a   Mark Whitfield című német Wikipédia-szócikk ezen változatának fordításán alapul.  Az eredeti cikk szerkesztőit annak laptörténete sorolja fel. Ez a jelzés csupán a megfogalmazás eredetét és a szerzői jogokat jelzi, nem szolgál a cikkben szereplő információk forrásmegjelöléseként.